# اسپتزیوزا کازیبوی
اسپشیوزا نایگاگا واندرا کازیبوی (انگلیسی: Specioza Kazibwe؛ زادهٔ ۱ ژوئیهٔ ۱۹۵۴) سیاستمدار اوگاندایی و اولین معاون رئیس‌جمهور زن در آفریقا است. او از سال ۱۹۹۴ تا ۲۰۰۳ به عنوان ششمین معاون رئیس‌جمهور اوگاندا خدمت کرد و به این ترتیب اولین زن در آفریقا بود که به مقام معاونت رئیس‌جمهور در یک کشور مستقل دست یافت. کازیبوی همچنین جراح بوده و به دلیل داشتن فرزندان دوقلو به «نالونگو» نیز معروف است. در آگوست ۲۰۱۳، بان کی مون، دبیرکل سازمان ملل متحد، او را به عنوان فرستاده ویژه سازمان ملل متحد برای اچ‌آی‌وی/ایدز در آفریقا منصوب کرد.

## پیشینه و تحصیلات
اسپشیوزا کازیبوی در ۱ ژوئیه ۱۹۵۴ در منطقه ایگانگا متولد شد. او در کالج مونت سنت مری ناماگانگا، یک دبیرستان معتبر شبانه‌روزی دخترانه وابسته به کلیسای کاتولیک واقع در بزرگراه کامپالا-جینجا، نزدیک شهر لوگازی تحصیل کرد. در سال ۱۹۷۴ وارد دانشکده پزشکی دانشگاه ماکِرِر شد و در سال ۱۹۷۹ با مدرک کارشناسی پزشکی و جراحی فارغ‌التحصیل شد. او سپس مدرک کارشناسی ارشد پزشکی را نیز از دانشکده پزشکی دانشگاه ماکِرِر با تخصص جراحی عمومی دریافت کرد. در سال ۲۰۰۹، مدرک دکترای علوم (SD) را از دانشکده بهداشت عمومی هاروارد، گروه جمعیت و بهداشت بین‌المللی دریافت نمود.

## سوابق کاری
کازیبوی فعالیت سیاسی خود را به عنوان رئیس روسای تالارهای اقامت در دانشگاه ماکِرِر کامپالا (۱۹۷۶–۱۹۷۵) آغاز کرد که معادل ریاست اتحادیه دانشگاه بود و توسط رئیس‌جمهور وقت، ایدی آمین دادا لغو شده بود. او سپس به عضویت شاخه‌های جوانان و زنان حزب دموکراتیک اوگاندا درآمد. در سال ۱۹۸۷ اولین انتخابات خود را به عنوان رهبر روستا با لیست جنبش مقاومت ملی (NRM) برنده شد. او سپس به عنوان نماینده زنان منطقه کامپالا انتخاب شد و ریاست کمیته مشورتی کمپین انتخاباتی موسی‌ونی را بر عهده گرفت.
او از سال ۱۹۸۹ در دولت یووری موسونی خدمت کرد و ابتدا به عنوان معاون وزیر صنعت منصوب شد که این سمت را تا سال ۱۹۹۱ حفظ کرد. از ۱۹۹۱ تا ۱۹۹۴ به عنوان وزیر امور جنسیتی و توسعه جامعه خدمت کرد. او عضو مجمع قانون اساسی بود که در سال ۱۹۹۴ قانون اساسی جدید اوگاندا را تدوین کرد. در سال ۱۹۹۶ به عنوان عضو پارلمان حوزه انتخابیه جنوب کیگولو در منطقه ایگانگا انتخاب شد. از ۱۹۹۴ تا ۲۰۰۳، اسپشیوزا کازیبوی به عنوان معاون رئیس‌جمهور اوگاندا و وزیر کشاورزی، صنعت دام و شیلات خدمت کرد.
کازیبوی از مدافعان موقعیت زنان در آفریقا بوده است. او در سال ۱۹۹۸ با همکاری سازمان وحدت آفریقا و کمیسیون اقتصادی سازمان ملل متحد برای آفریقا، کمیته زنان آفریقایی برای صلح و توسعه (AWCPD) را تأسیس کرد که ریاست آن را بر عهده داشته است. هدف این کمیته تسهیل مشارکت زنان در فرآیندهای صلح و توسعه در قاره آفریقا بوده است. کازیبوی همچنین ریاست یا عضویت در گروه‌های مختلف منافع ملی از جمله گروه مشورتی ارشد زنان در محیط زیست، انجمن زنان کارآفرین اوگاندا، انجمن زنان پزشک اوگاندا و میز گرد انرژی کشاورزی اوگاندا (AER/U) را بر عهده داشته است.
کازیبوی در ۲۵ نوامبر ۱۹۹۱ ریاست کنفرانس افتتاحیه AER/اوگاندا را در هتل شرایتون کامپالا بر عهده داشت و همچنین برای چندین سال در کمیته افتخاری میز گرد انرژی کشاورزی (AER) خدمت کرد که مورد توجه گسترده قرار گرفت. در سال ۱۹۹۸، سازمان خواربار و کشاورزی ملل متحد (FAO) به پاس «سهم او در امنیت غذایی و ریشه‌کنی فقر» مدال «سِرِس» را به او اهدا کرد.